# Orville Peck
Orville Peck es un músico de country afincado en Canadá. Es conocido por su tendencia a usar una máscara de El Llanero Solitario con flecos y nunca ha mostrado su rostro. Lanzó su álbum debut Pony en 2019.

## Biografía
Orville Peck es un seudónimo; ha sido descrito como "presumiblemente mayor de 20 años y menor de 40". Algunas fuentes han postulado que Peck era una alter ego de Daniel Pitout, baterista de la banda de punk canadiense Nü Sensae, basada en la similitud de los tatuajes, pero Peck no lo ha confirmado.
Nació en algún lugar del hemisferio sur y vivió allí la mayor parte de su vida.
Con respecto a sus razones para usar una máscara para actuar, Peck ha declarado que

the only reason I don’t talk about it in depth is not because I want to dodge any questions, but because I want people to have their own take on it. I don’t want to lay it out and pin it down. I just don’t think that’s important.
la única razón por la que no hablo en profundidad no es porque quiero evadir ninguna pregunta, sino porque quiero que la gente tenga su propia opinión. No quiero exponerlo y fijarlo. Simplemente no creo que sea importante.

Peck autoprodujo su álbum debut, Pony, y lo lanzó en 2019 a través de una colaboración con Sub Pop. En junio, interpretó sus canciones "Dead of Night" y "Take You Back" en vivo en Q de CBC Radio One.
En junio de 2019, Pony fue nombrado para la preselección para el Premio Polaris Music 2019. En enero de 2020, el álbum recibió una nominación al Premio Juno por Álbum Alternativo del Año.
El 29 de enero de 2020, Peck interpretó su sencillo «Dead of Night» en Jimmy Kimmel Live!. También anunció una gira por ciudades seleccionadas en los Estados Unidos, incluyendo presentaciones en los festivales musicales de Coachella y Stagecoach.
Peck se identifica como gay. Por esta misma razón es considerado como un ícono y celebridad de la subcultura de los vaqueros gais.
Peack realizó una versión del tema «Born This Way» de Lady Gaga, que fue publicada el 4 de junio de 2021 y posteriormente incluida en la reedición del álbum Born This Way (2011) titulada Born This Way The Tenth Anniversary.

## Discografía

### Álbumes
| Título | Detalles                                                                                    |
| ------ | ------------------------------------------------------------------------------------------- |
| Pony   | - Lanzamiento: 22 de marzo de 2019 - Sello: Sub Pop - Formato: CD, LP, descarga digital     |
| Título | Detalles                                                                                    |
| Bronco | - Lanzamiento: 8 de abril de 2022 - Sello: Columbia Records - Formato: LP, descarga digital |

### Sencillos
| Título                         | Año  | Álbum |
| ------------------------------ | ---- | ----- |
| «Dead of Night»                | 2017 | Pony  |
| «Big Sky»                      | 2018 | Pony  |
| «Turn to Hate»                 | 2019 | Pony  |
| «Hope to Die»                  | 2019 | Pony  |
| «Nothing Fades Like the Light» | 2019 | Pony  |
| «Queen of the Rodeo»           | 2020 | Pony  |

### Videos musicales
| Título                         | Año  | Director                       | Ref.   |
| ------------------------------ | ---- | ------------------------------ | ------ |
| «Dead of Night»                | 2017 | Michael Maxxis                 | [ 17 ] |
| «Big Sky»                      | 2018 | Deni Cheng                     | [ 18 ] |
| «Turn to Hate»                 | 2019 | Orville Peck Carlos Santolalla | [ 19 ] |
| «Hope to Die»                  | 2019 | Blake Mawson                   | [ 20 ] |
| «Nothing Fades Like the Light» | 2019 | Deni Cheng                     | [ 21 ] |
| «Queen of the Rodeo»           | 2020 | Austin Peters                  | [ 22 ] |